# Parisomorphus hilaris
Parisomorphus hilaris är en skalbaggsart som beskrevs av Ludwig Wilhelm Schaufuss 1890. Parisomorphus hilaris ingår i släktet Parisomorphus och familjen Dynastidae. Inga underarter finns listade i Catalogue of Life.